# Америка (футбольный клуб, Рио-де-Жанейро)

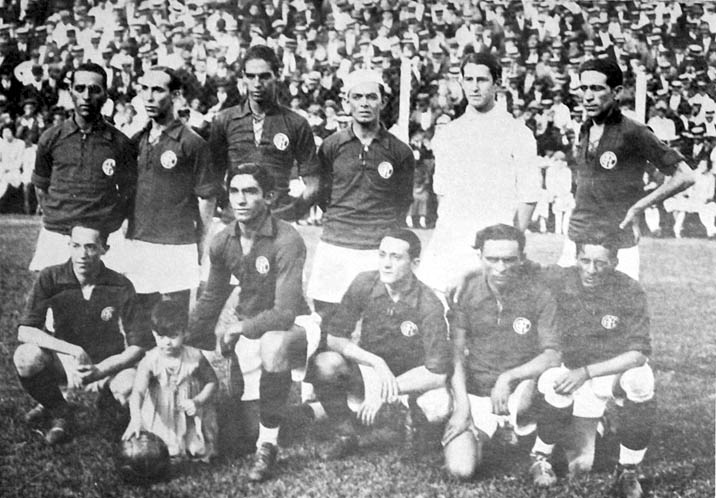
Командная фотография 1929 года

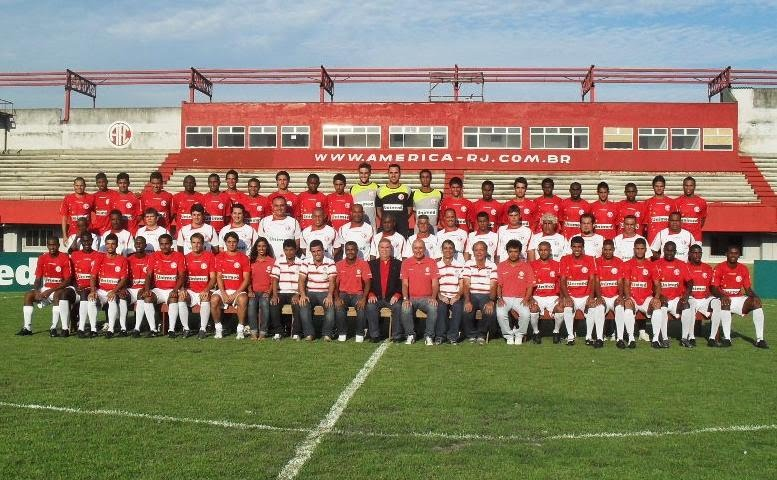
Командная фотография 2009 года

«Аме́рика» (порт. America Football Club) — бразильский футбольный клуб из города Рио-де-Жанейро. «Америка» является одним из старейших клубов Бразилии и сооснователем Лиги Кариоки — чемпионата штата Рио-де-Жанейро. Клуб был основан 18 сентября 1904 года.

## История
«Америка» — 7-кратный чемпион Лиги Кариоки, что является 5-м показателем за всю историю турнира. Однако последний чемпионский титул был выигран в 1960 году, с тех пор клуб ни разу не достигал даже 2 места в турнире — первенство штата неизменно выигрывают лишь 4 признанных гранда Рио — «Флуминенсе», «Фламенго», «Васко да Гама» и «Ботафого». Однако, в Бразилии с уважением относятся к прошлому «Америки», что даже позволило ей стать членом Клуба Тринадцати — организации самых титулованных клубов страны.

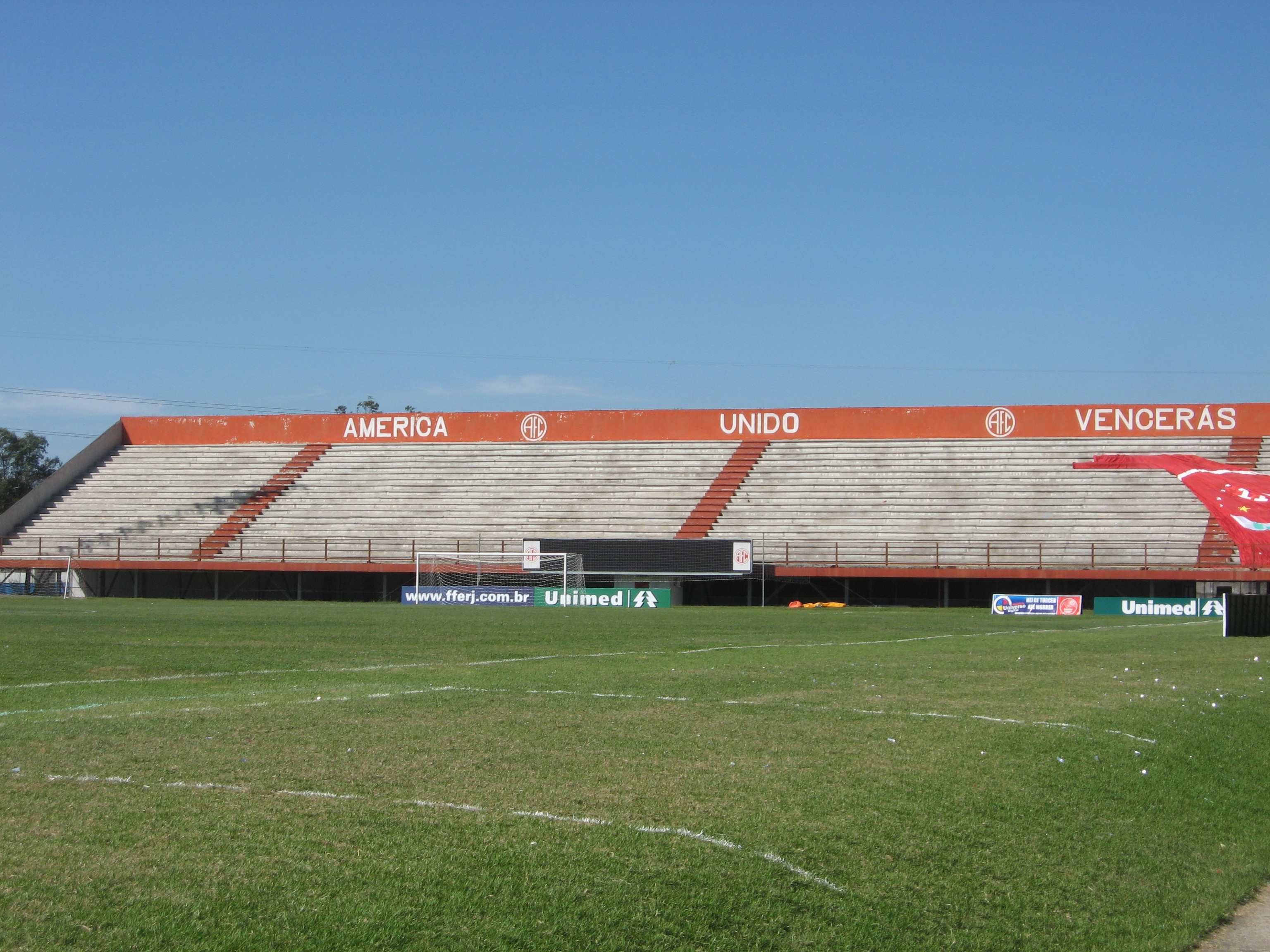
Giulite Coutinho

Талисманом команды является Дьявол. В 2006 году предводитель фанатской группировки, являющийся евангелистом, предложил использовать в качестве талисмана американского орлана, так как «дьявол» перестал приносить удачу команде, но это не нашло должной поддержки в клубе.
«Америка» из Рио-де-Жанейро — первый клуб, выбравший такое название, остальные команды, имеющие такое же наименование, лишь заимствовали эту идею, а многие клубы названы непосредственно в честь самого клуба из Рио.

## Достижения
- Чемпион Лиги Кариоки (7): 1913, 1916, 1922, 1928, 1931, 1935 (ЛКФ), 1960

## Лучшие бомбардиры
1. Луизиньо Лемос: 311 голов.
2. Эду: 212.
3. Манеко: 187.
4. Пласидо: 167.
5. Карола: 158.
6. Шикиньо: 102.

## Рекордные матчи по посещаемости
1. Америка — Флуминенсе, 0:2, 141.689 (120.178 зрителей на сидячих местах), 9 июня 1968
2. Америка — Фламенго, 1:4, 139.599, 4 апреля 1956
3. Америка — Васко да Гама, 1:2, 121.765, 28 января 1951
4. Америка — Фламенго, 1:0, 104.532, 25 апреля 1976
5. Америка — Фламенго, 5:1, 100.000, 1 апреля 1956
6. Америка — Флуминенсе, 2:0, 100.000, 17 марта 1956